# Vorderer Langbathsee
Der Vordere Langbathsee ist ein Bergsee im oberösterreichischen Teil des Salzkammergutes im Gemeindegebiet von Ebensee am Traunsee, am Nordfuß des Höllengebirges und liegt auf 664 m ü. A. Der Ablauf des Vorderen Langbathsees ist der Langbathbach, der über die Traun in die Donau entwässert. Der nährstoffarme See bietet mit seinen weitgehend naturnahen Ufern Lebensräume für viele Tier- und Pflanzenarten und steht seit 1965 unter Naturschutz. Der Vordere Langbathsee befindet sich im Besitz der Österreichischen Bundesforste und ist ein beliebter Badesee und oft besuchtes Ausflugsziel.

## Geografie
Der See im Salzkammergut, 7 km westlich des Ortszentrums von Ebensee am Traunsee, ist über die Langbathstraße L1297, die bis zum Ostufer verläuft, erreichbar. Am Ende der Straße befindet sich ein großer Parkplatz. Um den See führt eine Forststraße, die für den öffentlichen Verkehr gesperrt ist.
Der von West nach Ost langgestreckte See hat eine maximale Länge von 1100 m und eine maximale Breite von 500 m. Die Oberfläche beträgt etwa 33 Hektar, die maximale Tiefe 33 m. Das Wasservolumen beträgt 5,5 Millionen Kubikmeter. Die Ufer sind an den Längsseiten zumeist steinig und steil und werden im Norden vom Vorderen Signalkogel (906 m ü. A.) überragt. Im Süden befinden sich die steilen Felswände zwischen Alberfeldkogel (1707 m ü. A.) und Eiblgupf (1813 m ü. A.). Die West- und Ostufer sind flach und laufen in breiten Graszonen bzw. Waldflächen aus.

## Hydrologie
Das hydrologische Einzugsgebiet des Vorderen Langbathsees hat eine Gesamtfläche von 13,8 km². Die Speisung des Sees erfolgt einerseits aus oberirdischen Zuflüssen wie dem Pfrillenbach, der seinen Ursprung im Auslauf des Hinteren Langbathsees hat und im Westen in den See mündet. Andererseits treten von den nord- und südseitig begrenzenden Steilhängen unterirdische oder zeitweise wasserführende oberirdische Zuflüsse in Erscheinung. Einer davon ist der Abfluss des Klauselgrabens am Nordrand des Höllengebirges. Der Hauptabfluss aus dem See ist der Langbathbach, der in Ebensee in die Traun mündet. Im See treten leichte Spiegelschwankungen auf. Die Wassererneuerungszeit beträgt rund 10 Monate. Bei oberflächennahen Messungen in den Jahren 2007 bis 2012 betrug die minimale Wassertemperatur 0,9 °C, die maximale 19,3 °C. Die durchschnittliche Wassertemperatur betrug 9,7 °C.

## Geologie

### Tektonik
Der See liegt in der Langbathzone, einer Tektonischen Schuppe des Bajuvarikums, die während der Gebirgsbildung teilweise von der Staufen-Höllengebirgs-Decke (Tirolikum) überschoben wurde. Im Gebiet des Vorderen Langbathsees erreicht die Langbathzone mit etwa 4 km Nord-Süd-Erstreckung ihre größte Breite. Die Langbathzone wird in zwei West–Ost-streichende gefaltete Schuppen gegliedert, wobei der nördliche Faltenzug asymmetrisch ausgebildet ist. Der Muldenschenkel wurde abgeschert und auf Hauptdolomit überschoben. Die Bergflanken im Süden und Norden des Sees bestehen aus Hauptdolomit.

### Ehemalige Vergletscherung und Entstehung
Das Höllengebirge war während der Eiszeiten immer vergletschert. Der mächtigste Gletscher entwickelte sich im Einzugsgebiet des Langbathbaches aus den Karen zwischen dem Brunn- und dem Alberfeldkogel. Er füllte das Tal bis auf eine Höhe von mehr als 800 m ü. A., konnte jedoch den Sattel des Lueg 830 m ü. A. zum Aurachtal nicht überschreiten. Er drang noch ins Tal des Jageralmbaches ein und vereinigte sich im Osten mit dem Traungletscher. Der deutlich ausgebildete Endmoränenwall am Ostufer wurde im Spätglazial der Würm-Kaltzeit von den letzten Gletscherzungen abgelagert und bildet den Staukörper aus Bänderschluffen, Sand und Kies.

## Limnologie
Der Vordere Langbathsee ist ein dimiktischer See. Im Frühjahr nach der Eisschmelze durchmischt sich der Wasserkörper und bringt sauerstoffreiches Wasser in die Tiefe. Im Sommerhalbjahr bildet sich eine ausgeprägte Sprungschicht und nur die Oberflächenschicht erwärmt sich, im Herbst kommt es erneut zur Durchmischung, der die Eisbildung folgt. Das Epilimnion kann im Sommer eine Mächtigkeit von bis zu sechs Metern aufweisen. Darunter erfolgt ein steiler Temperaturabfall. In 20 m Tiefe wurden 2007/2008 im September nur mehr Temperaturen von knapp über 7 °C erreicht.
Der See weist eine geringe Konzentration an Nährstoffen auf und ist somit oligotroph. Durch die geringe Phytoplanktonkonzentration und das geringe Algenwachstum beträgt die mittlere sommerliche Sichttiefe 11,3 Meter. Durch die relativ geringe Konzentration an Calcium- und Magnesium-Ionen hat das Wasser eine Gesamthärte von etwa 8° dH. Dadurch ist die Wahrscheinlichkeit von photosynthesebedingten Entkalkungsvorgängen gering, die die Sichttiefe beeinflussen könnten. Das Phytoplankton des Vorderen Langbathsees wird von Vertretern aus drei Gattungen geprägt. Dies sind Cyclotella, Gymnodinium und Mallomonas.

## Flora und Vegetation
Die steilen Süd- und Nordufer sind von einem Hangmischwald bedeckt, der in den oberen Teilbereichen naturnahe ist. Als dominierende Baumarten wachsen dort die Gemeine Fichte (Picea abies), die auch aufgeforstet wird, die Rot-Buche (Fagus sylvatica) und der Berg-Ahorn (Acer pseudoplatanus). Nur an den trockensten, felsigsten Stellen gedeihen Erika-Rotföhrenwälder (Erico-Pinetum). West- und Ostufer weisen einen schmalen  Schilfgürtel (Phragmites australis) auf.

## Fauna
Ursprünglich waren, wie in den meisten kleinen, kalten Bergseen im Salzkammergut, Fische wie Elritze (Phoxinus phoxinus), lokal auch Pfrille genannt, Seeforelle (Salmo trutta) und Seesaibling (Salvelinus alpinus) vorherrschend. Durch künstlichen Besatz kommen überdies noch folgende Fischarten vor: Hecht (Esox lucius), Karpfen (Cyprinus carpio) und Regenbogenforelle (Oncorhynchus mykiss). Der Vordere Langbathsee wurde 2010 mit Edelkrebsen (Astacus astacus) aus dem nahen Offensee besetzt.
Am See leben Stockente (Anas platyrhynchos), Haubentaucher (Podiceps cristatus) und Gänsesäger (Mergus merganser).

## Naturschutz

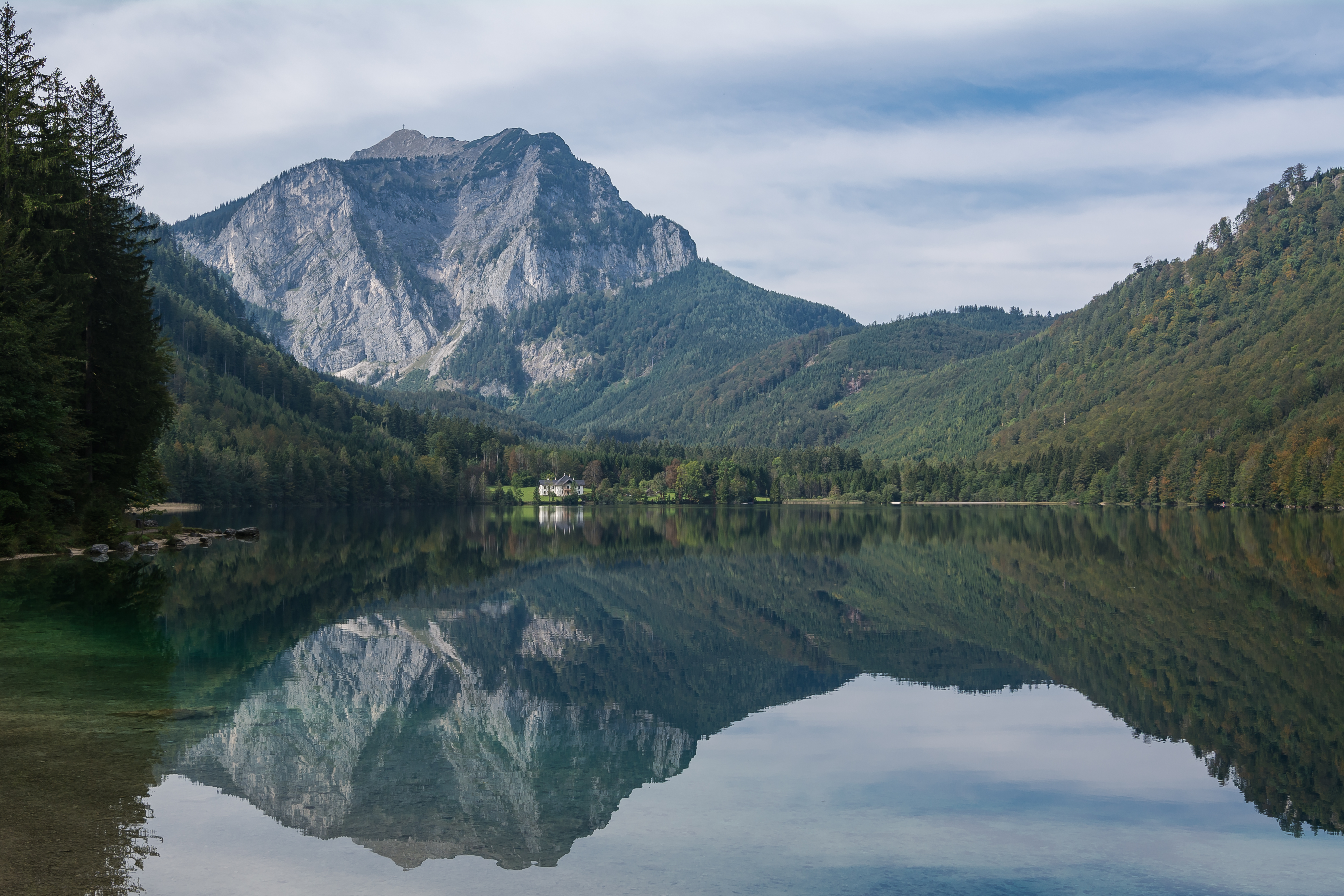
Blick vom Ostufer zum Hohen Spielberg und Brunnkogel

Der Vordere Langbathsee stellt mit seiner Flora und Fauna ein relativ intaktes Ökosystem dar und das Gebiet steht seit 1965 unter Naturschutz (Naturschutzgebiet Vorderer Langbathsee, N010). Es umfasst den See und seine Ufer. Die geschützte Fläche beträgt 36,5546 Hektar. Schutzzweck ist die Bewahrung der ökologischen Funktionsfähigkeit des Sees durch die Ermöglichung eines langfristig ungestörten Ablaufs der natürlichen physikalischen und chemischen Prozesse im Gewässer und der Vermeidung von störenden Einflüssen, auch von außerhalb des Gewässerbereiches.

## Namenskunde
Der See- und der Flussname Langbath bezieht sich auf den bis ins späte 17. Jahrhundert gebräuchlichen Name für den Ort Ebensee. Er ist gebildet mit dem althochdeutschen Grundwort „wat“ (Furt) und dem Adjektiv lang wahrscheinlich zur Bezeichnung des als Furt durchfahrbaren, früher breiten Mündungsgebietes des Langbathbaches in die Traun.

## Wirtschaft

### Forstwirtschaft, Jagd und Fischerei
Der Vordere Langbathsee und die umliegenden Wälder sind im Besitz der Österreichischen Bundesforste und werden im Forstrevier Neukirchen verwaltet. Die Wälder werden forstwirtschaftlich genutzt und sind von einem Netz aus Forststraßen durchzogen. Als Eigentümer vergeben die Bundesforste die Jagdreviere an externe Jagdpächter. Die Fischerei wird an lokale Fischereivereine verpachtet.

### Tourismus

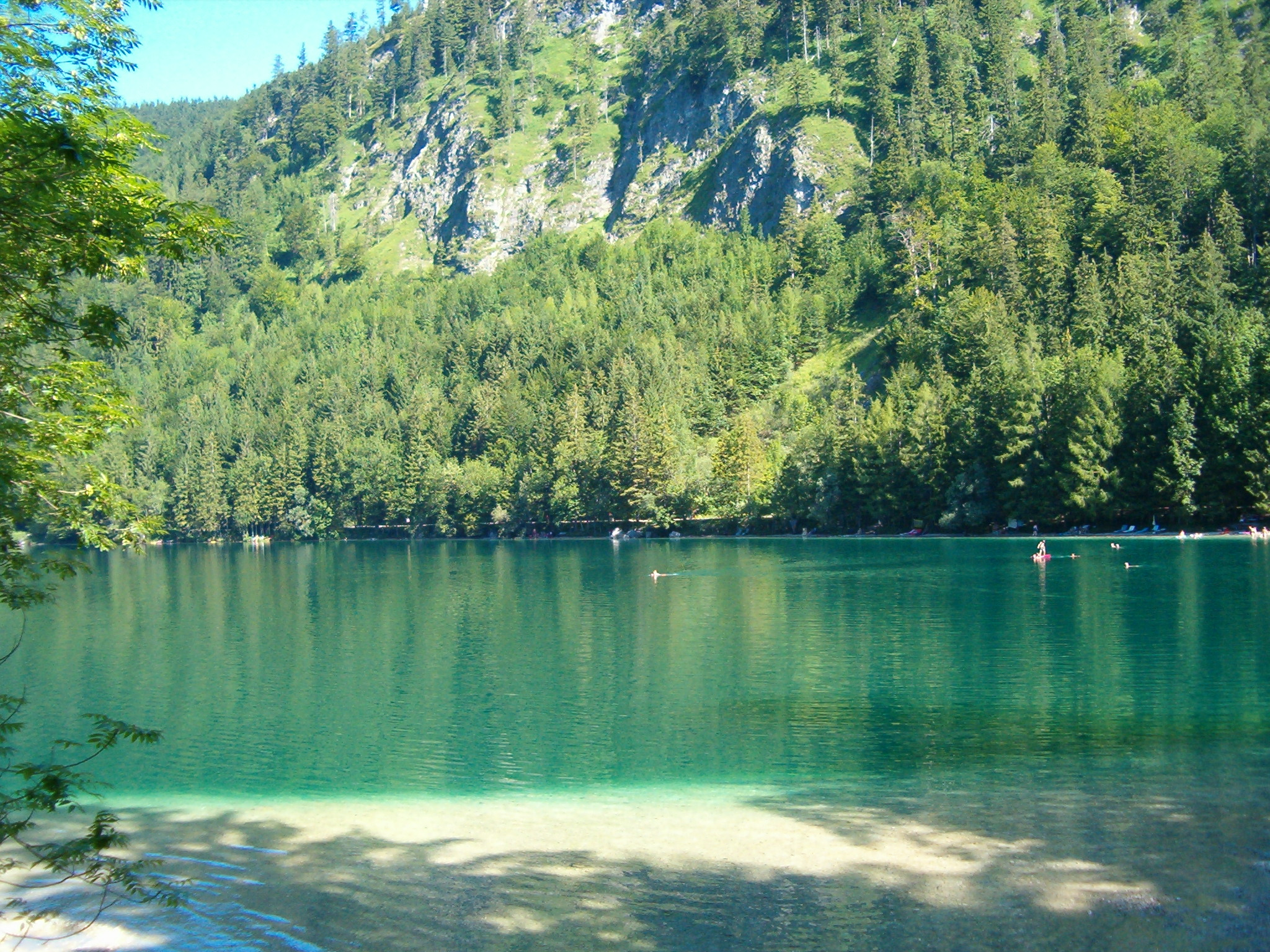
Badegäste am Ostufer

Der Vordere Langbathsee ist wegen der schönen Lage und dem klaren Wasser ein beliebtes Ausflugsziel, das vor allem im Sommer wegen der im Vergleich zu den umliegenden Seen ansprechenden Badetemperaturen von zahlreichen Badegästen aufgesucht wird. Teile des Ostufers werden als Liegewiese genutzt.  Dort befindet sich der Bewirtungsbetrieb Langbathsee Stüberl. Die Klarheit des Seewassers zusammen mit bizarren Felsformationen in der Tiefe und versunkenen Bäumen sorgt für eine schöne Unterwasserlandschaft und macht den Vorderen Langbathsee zu einem beliebten Ziel für Taucher. Tauchen ist nur in einem etwa 250 m langen Bereich im Osten erlaubt. Eine quer über den See führende Grundleine und Tafeln am Nord- und Südufer markieren die Grenze. Der See ist auch zum Eislaufen oder Eisstockschießen geeignet, da er im Winter oft vollständig zufriert.
Der Vorderer Langbathsee ist Ausgangspunkt mehrerer Wanderwege:
- Uferweg um den See
- Über den Schafluckensteig auf den Brunnkogel

## Geschichte

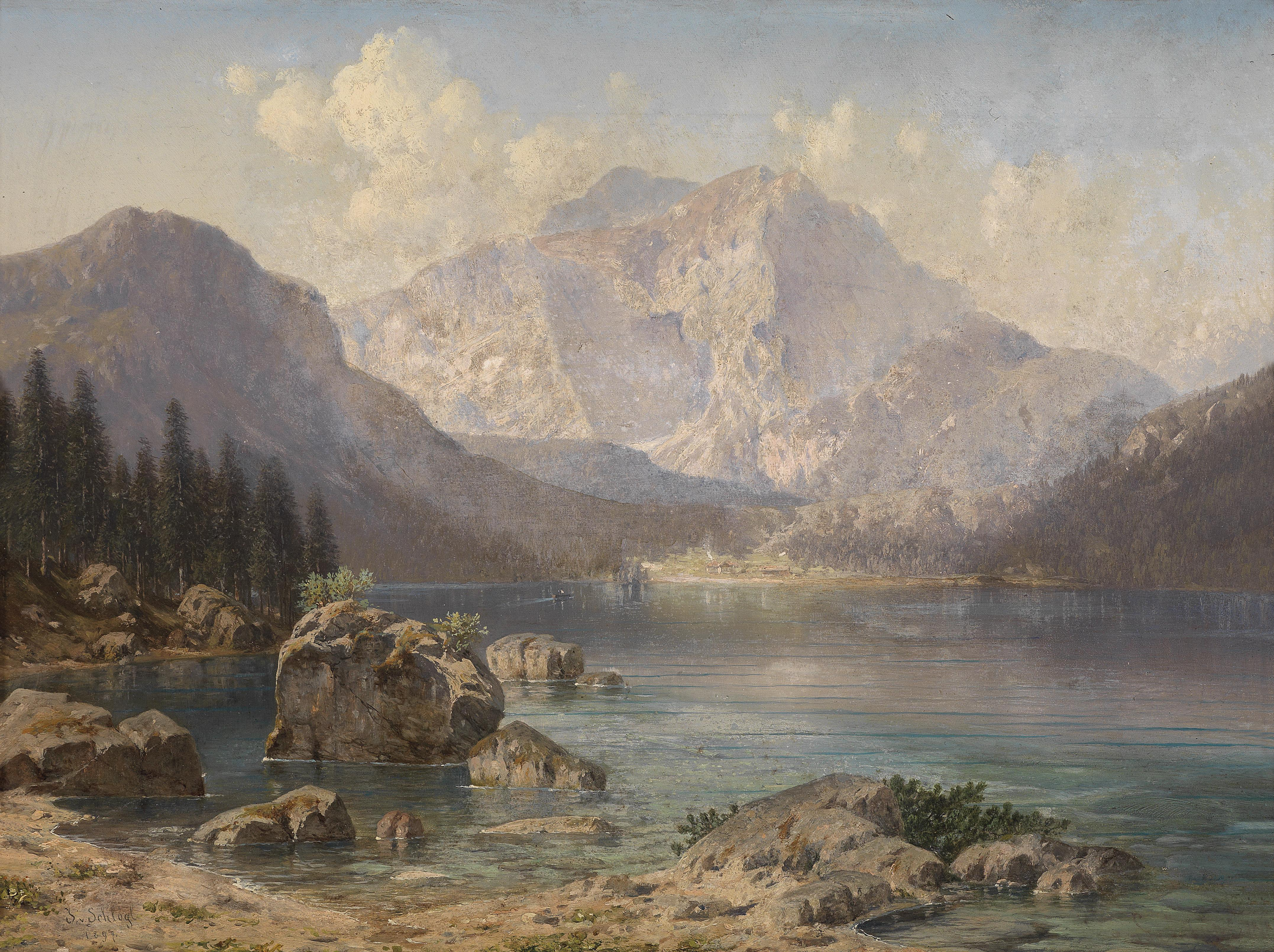
Der vordere Langbath See mit dem kaiserlichen Jagdhause, Josef von Schlögl, 1897

Mit der Errichtung der nahe gelegenen Saline in Ebensee am Traunsee 1604 wurde die gesamte Holzwirtschaft des Gebietes auf die Brennholz-Erzeugung für das Sudhaus ausgerichtet. Auch das Langbath-Tal wurde für den Holztransport erschlossen. Wie an den Seen des inneren Salzkammerguts wurde auch am Ausfluss des Vorderen Langbathsee eine Klause zur Holztrift errichtet, die 1607 fertiggestellt wurde. Von der hölzernen Klause wurde 1655 berichtet, dass sie verfault war und daher erneuert werden mussten. Das Holz wurde in Ebensee bei der sogenannten Kohlstatt mit einem einfachen Rechen aufgefangen.
Am Westufer liegt das Jagdschloss Langbathsee, das Kaiser Franz Josef 1870 erbauen ließ. Das Gebäude steht unter Denkmalschutz. Am Ostufer befand sich das Sporthotel Langbathsee, das 2010 abgerissen wurde.